# توماس زيب
توماس زيب (بالتشيكية: Tomáš Zíb)‏ هو لاعب كرة مضرب من التشيك.

## وصلات خارجية
- توماس زيب على موقع رابطة محترفي التنس (الإنجليزية)
- توماس زيب على موقع الاتحاد الدولي لكرة المضرب (الإنجليزية)
- توماس زيب على موقع كأس ديفيز (الإنجليزية)
- توماس زيب على موقع خلاصة التنس.كوم (الإنجليزية)
- نتائج أخر مباريات اللاعب
- تاريخ التصنيف العالمي للاعب